# Georg Wilhelm von Söhlenthal
Frederik Georg Wilhelm von Söhlenthal (ur. 1698, zm. 1768) – baron, duński polityk.

## Historia
W latach 1730–1738 był wpływowym dworzaninem i doradcą księcia duńskiego, późniejszego króla Fryderyka V Oldenburga). Następnie był administratorem hrabstwa Rantzau w Holsztynie. W 1749 roku został członkiem tajnej rady Królestwa Danii.
W latach 1739–1768 zarządzał miastem Barmstedt, w którym pobudował manufaktury, kościół i szkołę.
Odznaczony Orderem Danebroga w 1732, Orderem Słonia w 1760 i Orderem Wierności w 1738.
Jego ojcem był baron Rudolph Kaspar, bratem Henrik Frederik von Söhlenthal (ok. 1672-1752), duński dyplomata, a siostrą Beate Henriette (1696-1757), która wyszła za Henryka XXIII, hrabiego Reuss von Lobenstein (1680-1723).